# Circuit Het Nieuwsblad 2017
La 72e édition du Circuit Het Nieuwsblad a lieu le 25 février 2017. Elle fait partie du calendrier UCI World Tour 2017 en catégorie 1.UWT. La course faisait précédemment partie de l'UCI Europe Tour en catégorie 1.HC depuis 2005.

## Parcours
L'arrivée et le départ sont situés à Gand. Les coureurs parcourent 198,3 km entre ces deux points.
Treize monts sont au programme de cette édition, dont certains recouverts de pavés :
| Mont | Nom             | Km    | Revêtement     | Longueur (m) | Pente moyenne | Pente maxi | Km de l'arrivée |
| ---- | --------------- | ----- | -------------- | ------------ | ------------- | ---------- | --------------- |
| 1    | Leberg          | 54,4  | asphalte       | 950          | 4,2 %         | 13,8 %     | 143,9           |
| 2    | Berendries      | 58,5  | asphalte       | 940          | 7 %           | 12,3 %     | 139,8           |
| 3    | Tenbosse        | 63,4  | asphalte       | 450          | 6,9 %         | 8,7 %      | 134,9           |
| 4    | Eikenmolen (nl) | 68,9  | asphalte       | 610          | 5,9 %         | 12,5 %     | 129,4           |
| 5    | Mur de Grammont | 80,7  | pavés          | 1 075        | 9,3 %         | 19,8 %     | 117,6           |
| 6    | Valkenberg      | 98,4  | asphalte       | 540          | 8,1 %         | 12,8 %     | 99,9            |
| 7    | Kaperij (nl)    | 117   | asphalte       | 1 000        | 5,5 %         | 9 %        | 81,3            |
| 8    | Kruisberg       | 128,9 | asphalte/pavés | 1 800        | 4,8 %         | 9 %        | 69,4            |
| 9    | Taaienberg      | 138,6 | pavés          | 530          | 6,6 %         | 15,8 %     | 59,7            |
| 10   | Eikenberg       | 143,9 | pavés          | 1 200        | 5,2 %         | 10 %       | 54,4            |
| 11   | Wolvenberg      | 147,0 | asphalte       | 645          | 7,9 %         | 17,3 %     | 51,3            |
| 12   | Leberg          | 157,4 | asphalte       | 950          | 4,2 %         | 13,8 %     | 40,9            |
| 13   | Molenberg       | 162,9 | pavé           | 463          | 7 %           | 14,2 %     | 35,4            |

En plus des traditionnels monts, il y a dix secteurs pavés répartis sur 123,8 km dont sept, soit environ 10,5 km, dans les 50 km finals :

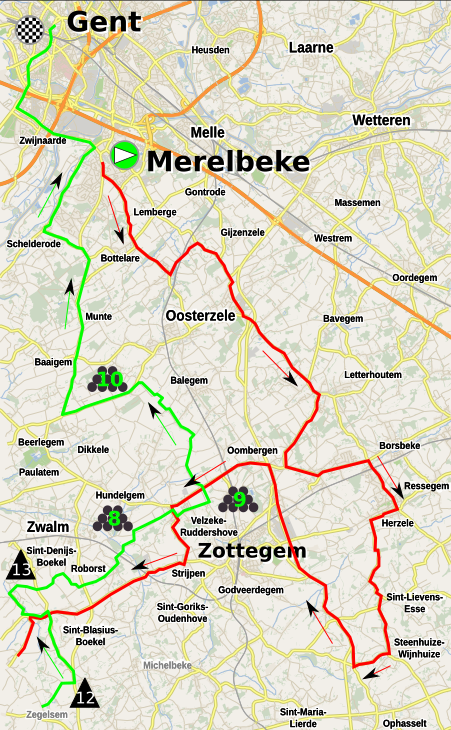
Partie nord de la course :
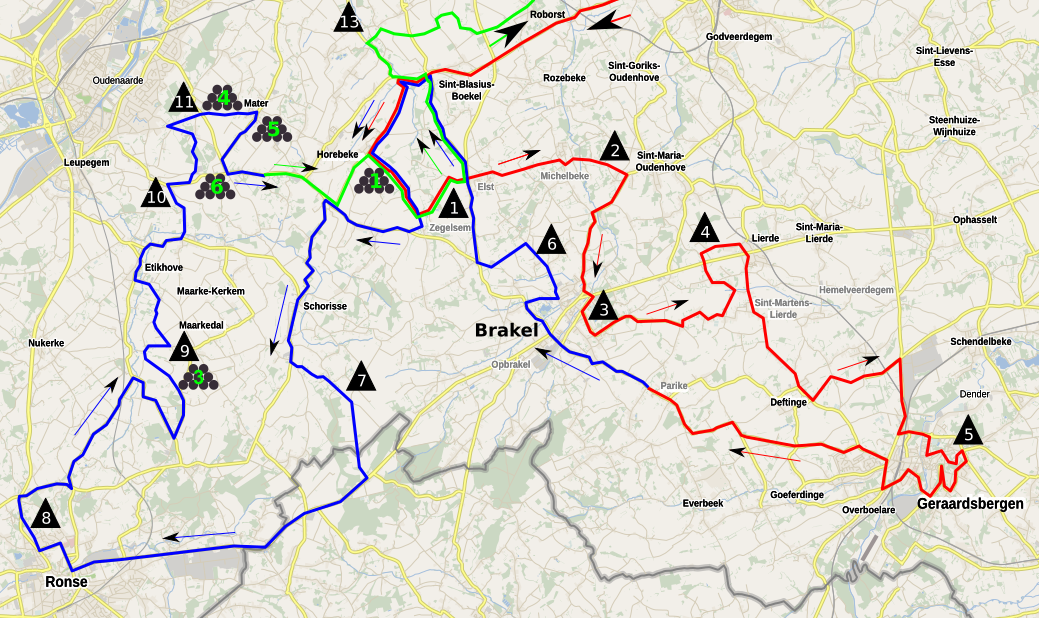
Partie sud de la course :

| Secteur | Nom                   | Km    | Longueur (m) | Km de l'arrivée |
| ------- | --------------------- | ----- | ------------ | --------------- |
| 1       | Haaghoek (nl)         | 51,4  | 2 000        | 146,9           |
| 2       | Haaghoek (nl)         | 107,2 | 2 000        | 91,1            |
| 3       | Donderij (nl)         | 133,6 | 800          | 64,7            |
| 4       | Ruitersstraat (nl)    | 147,1 | 800          | 51,2            |
| 5       | Karel Martelstraat    | 148,4 | 1 300        | 49,9            |
| 6       | Holleweg (nl)         | 149,8 | 350          | 48,5            |
| 7       | Haaghoek (nl)         | 154,4 | 2 000        | 43,8            |
| 8       | Paddestraat           | 167,8 | 2 300        | 30,5            |
| 9       | Lippenhovestraat (nl) | 170,5 | 1 300        | 27,8            |
| 10      | Lange Munte (nl)      | 177,5 | 2 500        | 20,8            |

- Partie nord de la course :   - Début du parcours
  - Final
- Partie sud de la course :   - Début du parcours
  - Partie intermédiaire du parcours
  - Final

## Équipes
| WorldTeams (15)- AG2R La Mondiale - Astana - Bahrain-Merida - BMC Racing Team - Bora-Hansgrohe - Cannondale-Drapac - FDJ - Katusha-Alpecin - Lotto NL-Jumbo - Lotto-Soudal - Orica-Scott - Quick-Step Floors - Sky - Team Sunweb - Trek-Segafredo Équipes continentales professionnelles (10)- Aqua Blue Sport - Cofidis, Solutions Crédits - Direct Énergie - Fortuneo-Vital Concept - Israel Cycling Academy - Roompot-Nederlandse Loterij - Sport Vlaanderen-Baloise - Verandas Willems-Crelan - Wanty-Groupe Gobert - WB-Veranclassic-Aqua Protect |
| |

## Déroulement de la course
Gediminas Bagdonas (AG2R La Mondiale) et Justin Jules (Veranclassic) s'échappent après environ une heure de course. Ils sont rejoints lorsqu'ils abordent l'Eikenmolen (nl) par quatre coureurs : Brian van Goethem (Roompot-Nederlandse Loterij), Leigh Howard (Aqua Blue Sport), Mike Teunissen (Sunweb) et Preben Van Hecke (Sport Vlaanderen-Baloise). Après un début de course rapide, le peloton ralentit et laisse les échappés prendre huit minutes d'avance. L'équipe Katusha-Alpecin se charge ensuite de la poursuite et réduit l'écart à quatre minute. Thomas Boudat (Direct Energie), Alexis Gougeard (AG2R La Mondiale) et Andriy Grivko (Astana)  s'échappent du peloton dans l'ascension du Kruisberg. Quelques kilomètres plus loin, une chute dans le secteur pavé de Donderij (nl) implique plusieurs leaders. Parmi eux, Tom Boonen (Quick Step), dont c'est la dernière participation, subit ici sa deuxième chute du jour. Il reprend la route puis abandonne.
Dans l'ascension du Taaienberg, Jasper Stuyven (Trek-Segafredo) accélère, emmenant Greg Van Avermaet dans sa roue. Peter Sagan (Bora-Hansgrohe), Edward Theuns (Trek-Segafredo), Sep Vanmarcke et les rejoignent rapidement, ainsi que Matti Breschel, Oscar Gatto (Astana), Stefan Küng (BMC), Oliver Naesen (AG2R La Mondiale) peu après. L'ascension suivante, l'Eikenberg, voit ce groupe revenir sur Gougeard, Grivko et Boudat, et être rejoint par les coureurs de Sky Luke Rowe et Ian Stannard. Lorsque Peter Sagan accélère dans l'ascension du Wolvenberg, à environ cinquante kilomètres de l'arrivée, seuls Vanmarcke, Van Avermaet, Grivko, Gougeard et Boudat suivent. Ce groupe parvient rapidement à creuser un écart d'une demi-minute sur ses poursuivants. Les premiers échappés n'ont alors plus qu'une minute d'avance, et sont rattrapés puis dépassés au troisième et dernier passage sur le secteur pavé de Haaghoek.
La dernière ascension du jour, le Molenberg, une attaque de Molenberg permet au trio Vanmarcke, Sagan et Van Avermaet se détâcher définitivement. Derrière eux, l'attaque de Zdeněk Štybar (Quick-Step Floors) aboutit à la formation d'un groupe de douze poursuivants. Les trois coureurs en tête collaborent et maintiennent un écart d'une demi-minute sur ce groupe emmené par des coureurs de Sky et Quick Step. Dans le final, alors que Peter Sagan est contraint que mener le trio faute de relais, Sep Vanmarcke lance le sprint. Il est immédiatement contré par Van Avermaet, qui distance ses deux adversaires et s'impose avec une longueur d'avance sur Sagan, deuxième, et Vanmarcke.
Derrière eux, Fabio Felline (Trek-Segafredo) est sorti seul du groupe de poursuite et finit quatrième, à 44 secondes. Oscar Gatto (Astana) gagne le sprint du groupe de poursuite, devant Luke Rowe et Oliver Naesen.

## Classements

### Classement final
| \| Classement général \| Classement général \| Classement général \| Classement général \| Classement général \| \| Coureur \| Coureur \| Pays \| Équipe \| Temps \| \| ------------------ \| ------------------- \| ------------------ \| ------------------- \| ------------------ \| \| 1er \| Greg Van Avermaet \| Belgique \| BMC Racing Team \| 4 h 55 min 06 s \| \| 2e \| Peter Sagan \| Slovaquie \| Bora-Hansgrohe \| + 0 s \| \| 3e \| Sep Vanmarcke \| Belgique \| Cannondale-Drapac \| + 0 s \| \| 4e \| Fabio Felline \| Italie \| Trek-Segafredo \| + 45 s \| \| 5e \| Oscar Gatto \| Italie \| Astana \| + 52 s \| \| 6e \| Luke Rowe \| Royaume-Uni \| Team Sky \| + 52 s \| \| 7e \| Oliver Naesen \| Belgique \| AG2R La Mondiale \| + 52 s \| \| 8e \| Jasper Stuyven \| Belgique \| Trek-Segafredo \| + 52 s \| \| 9e \| Matteo Trentin \| Italie \| Quick-Step Floors \| + 56 s \| \| 10e \| Adrien Petit \| France \| Direct Énergie \| + 58 s \| \| 11e \| Frederik Backaert \| Belgique \| Wanty-Groupe Gobert \| + 58 s \| \| 12e \| Mike Teunissen \| Pays-Bas \| Team Sunweb \| + 58 s \| \| 13e \| Philippe Gilbert \| Belgique \| Quick-Step Floors \| + 58 s \| \| 14e \| Zdeněk Štybar \| Tchéquie \| Quick-Step Floors \| + 58 s \| \| 15e \| Jürgen Roelandts \| Belgique \| Lotto-Soudal \| + 1 min 02 s \| \| 16e \| Magnus Cort Nielsen \| Danemark \| Orica-Scott \| + 2 min 41 s \| \| 17e \| Marcus Burghardt \| Allemagne \| Bora-Hansgrohe \| + 2 min 41 s \| \| 18e \| Timo Roosen \| Pays-Bas \| LottoNL-Jumbo \| + 2 min 44 s \| \| 19e \| Matti Breschel \| Danemark \| Astana \| + 2 min 44 s \| \| 20e \| Arnaud Démare \| France \| FDJ \| + 2 min 44 s \| |                     |             |                     |                 |
| |                     |             |                     |                 |
| Source : ProCyclingStats |                     |             |                     |                 |
| Classement général |                     |             |                     |                 |
| Coureur | Coureur             | Pays        | Équipe              | Temps           |
| 1er | Greg Van Avermaet   | Belgique    | BMC Racing Team     | 4 h 55 min 06 s |
| 2e | Peter Sagan         | Slovaquie   | Bora-Hansgrohe      | + 0 s           |
| 3e | Sep Vanmarcke       | Belgique    | Cannondale-Drapac   | + 0 s           |
| 4e | Fabio Felline       | Italie      | Trek-Segafredo      | + 45 s          |
| 5e | Oscar Gatto         | Italie      | Astana              | + 52 s          |
| 6e | Luke Rowe           | Royaume-Uni | Team Sky            | + 52 s          |
| 7e | Oliver Naesen       | Belgique    | AG2R La Mondiale    | + 52 s          |
| 8e | Jasper Stuyven      | Belgique    | Trek-Segafredo      | + 52 s          |
| 9e | Matteo Trentin      | Italie      | Quick-Step Floors   | + 56 s          |
| 10e | Adrien Petit        | France      | Direct Énergie      | + 58 s          |
| 11e | Frederik Backaert   | Belgique    | Wanty-Groupe Gobert | + 58 s          |
| 12e | Mike Teunissen      | Pays-Bas    | Team Sunweb         | + 58 s          |
| 13e | Philippe Gilbert    | Belgique    | Quick-Step Floors   | + 58 s          |
| 14e | Zdeněk Štybar       | Tchéquie    | Quick-Step Floors   | + 58 s          |
| 15e | Jürgen Roelandts    | Belgique    | Lotto-Soudal        | + 1 min 02 s    |
| 16e | Magnus Cort Nielsen | Danemark    | Orica-Scott         | + 2 min 41 s    |
| 17e | Marcus Burghardt    | Allemagne   | Bora-Hansgrohe      | + 2 min 41 s    |
| 18e | Timo Roosen         | Pays-Bas    | LottoNL-Jumbo       | + 2 min 44 s    |
| 19e | Matti Breschel      | Danemark    | Astana              | + 2 min 44 s    |
| 20e | Arnaud Démare       | France      | FDJ                 | + 2 min 44 s    |

## Liste des participants
| Légende | Légende                                                                    | Légende | Légende                                                    |
| ------- | -------------------------------------------------------------------------- | ------- | ---------------------------------------------------------- |
| Num     | Dossard de départ porté par le coureur sur ce Circuit Het Nieuwsblad       | Pos     | Position à l'arrivée de la course                          |
|         | Indique un maillot de champion national ou mondial, suivi de sa spécialité | NP      | Indique un coureur qui n'a pas pris le départ de la course |
| AB      | Indique un coureur qui n'a pas terminé la course                           | HD      | Indique un coureur qui a terminé la course hors des délais |

| BMC Racing BMC      | BMC Racing BMC          | BMC Racing BMC |
| ------------------- | ----------------------- | -------------- |
| Num                 | Coureur                 | Pos            |
| 1                   | Greg Van Avermaet (BEL) | 1er            |
| 2                   | Martin Elmiger (SUI)    | 72e            |
| 3                   | Floris Gerts (NED)      | AB             |
| 4                   | Stefan Küng (SUI)       | 61e            |
| 5                   | Daniel Oss (ITA)        | AB             |
| 6                   | Michael Schär (SUI)     | 22e            |
| 7                   | Jempy Drucker (LUX)     | 34e            |
| 8                   | Francisco Ventoso (ESP) | 45e            |
| Directeur sportif : |                         |                |

| Bora-Hansgrohe BOH  | Bora-Hansgrohe BOH        | Bora-Hansgrohe BOH |
| ------------------- | ------------------------- | ------------------ |
| Num                 | Coureur                   | Pos                |
| 11                  | Peter Sagan (SVK) (Route) | 2e                 |
| 12                  | Marcus Burghardt (GER)    | 17e                |
| 13                  | Michal Kolář (SVK)        | AB                 |
| 14                  | Christoph Pfingsten (GER) | 63e                |
| 15                  | Lukas Pöstlberger (AUT)   | AB                 |
| 16                  | Maciej Bodnar (POL) (Clm) | 75e                |
| 17                  | Aleksejs Saramotins (LAT) | AB                 |
| 18                  | Andreas Schillinger (GER) | 88e                |
| Directeur sportif : |                           |                    |

| Quick-Step Floors QST | Quick-Step Floors QST          | Quick-Step Floors QST |
| --------------------- | ------------------------------ | --------------------- |
| Num                   | Coureur                        | Pos                   |
| 21                    | Tom Boonen (BEL)               | AB                    |
| 22                    | Philippe Gilbert (BEL) (Route) | 13e                   |
| 23                    | Iljo Keisse (BEL)              | 86e                   |
| 24                    | Yves Lampaert (BEL)            | 97e                   |
| 25                    | Zdeněk Štybar (CZE)            | 14e                   |
| 26                    | Niki Terpstra (NED)            | 51e                   |
| 27                    | Matteo Trentin (ITA)           | 9e                    |
| 28                    | Julien Vermote (BEL)           | 111e                  |
| Directeur sportif :   |                                |                       |

| Lotto-Soudal LTS    | Lotto-Soudal LTS       | Lotto-Soudal LTS |
| ------------------- | ---------------------- | ---------------- |
| Num                 | Coureur                | Pos              |
| 31                  | Tiesj Benoot (BEL)     | AB               |
| 32                  | Jasper De Buyst (BEL)  | 29e              |
| 33                  | Jens Debusschere (BEL) | AB               |
| 34                  | Frederik Frison (BEL)  | 77e              |
| 35                  | Nikolas Maes (BEL)     | AB               |
| 36                  | Jürgen Roelandts (BEL) | 15e              |
| 37                  | James Shaw (GBR)       | AB               |
| 38                  | Jelle Wallays (BEL)    | 59e              |
| Directeur sportif : |                        |                  |

| Cannondale-Drapac CDT | Cannondale-Drapac CDT     | Cannondale-Drapac CDT |
| --------------------- | ------------------------- | --------------------- |
| Num                   | Coureur                   | Pos                   |
| 41                    | Sep Vanmarcke (BEL)       | 3e                    |
| 42                    | Tom Van Asbroeck (BEL)    | 82e                   |
| 43                    | Sebastian Langeveld (NED) | 38e                   |
| 44                    | Ryan Mullen (IRL)         | 92e                   |
| 45                    | Thomas Scully (NZL)       | 115e                  |
| 46                    | Patrick Bevin (NZL)       | AB                    |
| 47                    | Dylan van Baarle (NED)    | 81e                   |
| 48                    | Kristjan Koren (SLO)      | 28e                   |
| Directeur sportif :   |                           |                       |

| Astana AST          | Astana AST                   | Astana AST |
| ------------------- | ---------------------------- | ---------- |
| Num                 | Coureur                      | Pos        |
| 51                  | Laurens De Vreese (BEL)      | 69e        |
| 52                  | Matti Breschel (DEN)         | 19e        |
| 53                  | Oscar Gatto (ITA)            | 5e         |
| 54                  | Andriy Grivko (UKR)          | 48e        |
| 55                  | Arman Kamyshev (KAZ) (Route) | 106e       |
| 56                  | Truls Engen Korsæth (NOR)    | AB         |
| 57                  | Ruslan Tleubayev (KAZ)       | AB         |
| 58                  | Michael Valgren (DEN)        | 30e        |
| Directeur sportif : |                              |            |

| Bahrain-Merida TBM  | Bahrain-Merida TBM       | Bahrain-Merida TBM |
| ------------------- | ------------------------ | ------------------ |
| Num                 | Coureur                  | Pos                |
| 61                  | Antonio Nibali (ITA)     | AB                 |
| 62                  | Borut Božič (SLO)        | AB                 |
| 63                  | Iván García (ESP)        | 91e                |
| 64                  | Sonny Colbrelli (ITA)    | 35e                |
| 65                  | Domen Novak (SLO)        | AB                 |
| 66                  | Jon Ander Insausti (ESP) | AB                 |
| 67                  | David Per (SLO)          | AB                 |
| 68                  | Luka Pibernik (SLO)      | AB                 |
| Directeur sportif : |                          |                    |

| FDJ                 | FDJ                             | FDJ  |
| ------------------- | ------------------------------- | ---- |
| Num                 | Coureur                         | Pos  |
| 71                  | Arnaud Démare (FRA)             | 20e  |
| 72                  | Marc Fournier (FRA)             | AB   |
| 73                  | Jacopo Guarnieri (ITA)          | AB   |
| 74                  | Daniel Hoelgaard (NOR)          | 108e |
| 75                  | Ignatas Konovalovas (LTU) (Clm) | 42e  |
| 76                  | Matthieu Ladagnous (FRA)        | AB   |
| 77                  | Olivier Le Gac (FRA)            | 94e  |
| 78                  | Marc Sarreau (FRA)              | AB   |
| Directeur sportif : |                                 |      |

| Orica-Scott ORS     | Orica-Scott ORS               | Orica-Scott ORS |
| ------------------- | ----------------------------- | --------------- |
| Num                 | Coureur                       | Pos             |
| 81                  | Jens Keukeleire (BEL)         | AB              |
| 82                  | Luke Durbridge (AUS)          | 40e             |
| 83                  |                               |                 |
| 84                  | Mathew Hayman (AUS)           | 50e             |
| 85                  | Christopher Juul-Jensen (DEN) | 49e             |
| 86                  | Sam Bewley (NZL)              | AB              |
| 87                  | Magnus Cort Nielsen (DEN)     | 16e             |
| 88                  | Svein Tuft (CAN)              | 112e            |
| Directeur sportif : |                               |                 |

| Katusha-Alpecin KAT | Katusha-Alpecin KAT           | Katusha-Alpecin KAT |
| ------------------- | ----------------------------- | ------------------- |
| Num                 | Coureur                       | Pos                 |
| 91                  | Jenthe Biermans (BEL)         | AB                  |
| 92                  | Nils Politt (GER)             | AB                  |
| 93                  | Reto Hollenstein (SUI)        | 57e                 |
| 94                  | Alexander Kristoff (NOR)      | AB                  |
| 95                  | Viatcheslav Kouznetsov (RUS)  | AB                  |
| 96                  | Tony Martin (GER) (Clm) (Clm) | 102e                |
| 97                  | Michael Mørkøv (DEN)          | AB                  |
| 98                  | Sven Erik Bystrøm (NOR)       | 103e                |
| Directeur sportif : |                               |                     |

| Lotto NL-Jumbo LNJ  | Lotto NL-Jumbo LNJ              | Lotto NL-Jumbo LNJ |
| ------------------- | ------------------------------- | ------------------ |
| Num                 | Coureur                         | Pos                |
| 101                 | Lars Boom (NED)                 | AB                 |
| 102                 | Gijs Van Hoecke (BEL)           | 96e                |
| 103                 | Dylan Groenewegen (NED) (Route) | 25e                |
| 104                 | Tom Leezer (NED)                | AB                 |
| 105                 | Timo Roosen (NED)               | 18e                |
| 106                 | Bram Tankink (NED)              | 99e                |
| 107                 | Jos van Emden (NED)             | 44e                |
| 108                 | Maarten Wynants (BEL)           | 55e                |
| Directeur sportif : |                                 |                    |

| Sunweb SUN          | Sunweb SUN                 | Sunweb SUN |
| ------------------- | -------------------------- | ---------- |
| Num                 | Coureur                    | Pos        |
| 111                 | Roy Curvers (NED)          | 87e        |
| 112                 | Bert De Backer (BEL)       | 65e        |
| 113                 | Ramon Sinkeldam (NED)      | 83e        |
| 114                 | Tom Stamsnijder (NED)      | AB         |
| 115                 | Mike Teunissen (NED)       | 12e        |
| 116                 | Zico Waeytens (BEL)        | AB         |
| 117                 | Max Walscheid (GER)        | AB         |
| 118                 | Søren Kragh Andersen (DEN) | 26e        |
| Directeur sportif : |                            |            |

| Trek-Segafredo TFS  | Trek-Segafredo TFS                 | Trek-Segafredo TFS |
| ------------------- | ---------------------------------- | ------------------ |
| Num                 | Coureur                            | Pos                |
| 121                 | Edward Theuns (BEL)                | 47e                |
| 122                 | Jasper Stuyven (BEL)               | 8e                 |
| 123                 | Markel Irizar (ESP)                | AB                 |
| 124                 | Marco Coledan (ITA)                | 84e                |
| 125                 | Gregory Rast (SUI)                 | 73e                |
| 126                 | Fabio Felline (ITA)                | 4e                 |
| 127                 | Matthias Brändle (AUT) (Route/Clm) | AB                 |
| 128                 | Mads Pedersen (DEN)                | AB                 |
| Directeur sportif : |                                    |                    |

| Sky SKY             | Sky SKY                 | Sky SKY |
| ------------------- | ----------------------- | ------- |
| Num                 | Coureur                 | Pos     |
| 131                 | Michał Gołaś (POL)      | AB      |
| 132                 | Christian Knees (GER)   | 70e     |
| 133                 | Gianni Moscon (ITA)     | 46e     |
| 134                 | Salvatore Puccio (ITA)  | AB      |
| 135                 | Luke Rowe (GBR)         | 6e      |
| 136                 | Ian Stannard (GBR)      | 78e     |
| 137                 | Boy van Poppel (NED)    | 105e    |
| 138                 | Łukasz Wiśniowski (POL) | 101e    |
| Directeur sportif : |                         |         |

| AG2R La Mondiale ALM | AG2R La Mondiale ALM     | AG2R La Mondiale ALM |
| -------------------- | ------------------------ | -------------------- |
| Num                  | Coureur                  | Pos                  |
| 141                  | Stijn Vandenbergh (BEL)  | 54e                  |
| 142                  | Oliver Naesen (BEL)      | 7e                   |
| 143                  | Julien Duval (FRA)       | AB                   |
| 144                  | Alexis Gougeard (FRA)    | 37e                  |
| 145                  | Hugo Houle (CAN)         | 76e                  |
| 146                  | Quentin Jauregui (FRA)   | 56e                  |
| 147                  | Gediminas Bagdonas (LTU) | 24e                  |
| 148                  | Nico Denz (GER)          | AB                   |
| Directeur sportif :  |                          |                      |

| Sport Vlaanderen-Baloise SVB | Sport Vlaanderen-Baloise SVB | Sport Vlaanderen-Baloise SVB |
| ---------------------------- | ---------------------------- | ---------------------------- |
| Num                          | Coureur                      | Pos                          |
| 151                          | Aimé De Gendt (BEL)          | AB                           |
| 152                          | Maxime Farazijn (BEL)        | 64e                          |
| 153                          | Edward Planckaert (BEL)      | AB                           |
| 154                          | Kevin Deltombe (BEL)         | AB                           |
| 155                          | Thomas Sprengers (BEL)       | 67e                          |
| 156                          | Stijn Steels (BEL)           | 66e                          |
| 157                          | Preben Van Hecke (BEL)       | 52e                          |
| 158                          | Bert Van Lerberghe (BEL)     | 39e                          |
| Directeur sportif :          |                              |                              |

| Wanty-Groupe Gobert WGG | Wanty-Groupe Gobert WGG        | Wanty-Groupe Gobert WGG |
| ----------------------- | ------------------------------ | ----------------------- |
| Num                     | Coureur                        | Pos                     |
| 161                     | Simone Antonini (ITA)          | AB                      |
| 162                     | Frederik Backaert (BEL)        | 11e                     |
| 163                     | Wesley Kreder (NED)            | 114e                    |
| 164                     | Yoann Offredo (FRA)            | 27e                     |
| 165                     | Guillaume Van Keirsbulck (BEL) | 21e                     |
| 166                     | Kevin Van Melsen (BEL)         | AB                      |
| 167                     | Pieter Vanspeybrouck (BEL)     | AB                      |
| 168                     | Jérôme Baugnies (BEL)          | 98e                     |
| Directeur sportif :     |                                |                         |

| WB-Veranclassic-Aqua Protect WVA | WB-Veranclassic-Aqua Protect WVA | WB-Veranclassic-Aqua Protect WVA |
| -------------------------------- | -------------------------------- | -------------------------------- |
| Num                              | Coureur                          | Pos                              |
| 171                              | Justin Jules (FRA)               | 23e                              |
| 172                              | Julien Stassen (BEL)             | AB                               |
| 173                              | Kevyn Ista (BEL)                 | 32e                              |
| 174                              | Alex Kirsch (LUX)                | AB                               |
| 175                              | Lawrence Naesen (BEL)            | 89e                              |
| 176                              | Olivier Pardini (BEL)            | 74e                              |
| 177                              | Lukas Spengler (SUI)             | AB                               |
| 178                              | Maxime Vantomme (BEL)            | 95e                              |
| Directeur sportif :              |                                  |                                  |

| Verandas Willems-Crelan VWC | Verandas Willems-Crelan VWC | Verandas Willems-Crelan VWC |
| --------------------------- | --------------------------- | --------------------------- |
| Num                         | Coureur                     | Pos                         |
| 181                         | Gaëtan Bille (BEL)          | AB                          |
| 182                         | Sander Cordeel (BEL)        | 90e                         |
| 183                         | Dries De Bondt (BEL)        | AB                          |
| 184                         | Stijn Devolder (BEL)        | 60e                         |
| 185                         | Huub Duyn (NED)             | 68e                         |
| 186                         | Christophe Prémont (BEL)    | AB                          |
| 187                         | Stef Van Zummeren (BEL)     | AB                          |
| 188                         | Otto Vergaerde (BEL)        | AB                          |
| Directeur sportif :         |                             |                             |

| Roompot-Nederlandse Loterij RNL | Roompot-Nederlandse Loterij RNL | Roompot-Nederlandse Loterij RNL |
| ------------------------------- | ------------------------------- | ------------------------------- |
| Num                             | Coureur                         | Pos                             |
| 191                             | Jesper Asselman (NED)           | 41e                             |
| 192                             | Berden de Vries (NED)           | AB                              |
| 193                             | Pim Ligthart (NED)              | 71e                             |
| 194                             | Elmar Reinders (NED)            | AB                              |
| 195                             | Jens Mouris (NED)               | AB                              |
| 196                             | Taco van der Hoorn (NED)        | 33e                             |
| 197                             | Brian van Goethem (NED)         | 43e                             |
| 198                             | Coen Vermeltfoort (NED)         | AB                              |
| Directeur sportif :             |                                 |                                 |

| Fortuneo-Vital Concept FVC | Fortuneo-Vital Concept FVC | Fortuneo-Vital Concept FVC |
| -------------------------- | -------------------------- | -------------------------- |
| Num                        | Coureur                    | Pos                        |
| 201                        | Franck Bonnamour (FRA)     | 80e                        |
| 202                        | Erwann Corbel (FRA)        | AB                         |
| 203                        | Maxime Daniel (FRA)        | 110e                       |
| 204                        | Benoît Jarrier (FRA)       | 31e                        |
| 205                        | Daniel McLay (GBR)         | AB                         |
| 206                        | Pierre-Luc Périchon (FRA)  | 116e                       |
| 207                        | Florian Vachon (FRA)       | 100e                       |
| 208                        | Boris Vallée (BEL)         | 104e                       |
| Directeur sportif :        |                            |                            |

| Direct Énergie DEN  | Direct Énergie DEN     | Direct Énergie DEN |
| ------------------- | ---------------------- | ------------------ |
| Num                 | Coureur                | Pos                |
| 211                 | Ryan Anderson (CAN)    | AB                 |
| 212                 | Thomas Boudat (FRA)    | 79e                |
| 213                 | Romain Cardis (FRA)    | AB                 |
| 214                 | Sylvain Chavanel (FRA) | 53e                |
| 215                 | Bryan Coquard (FRA)    | AB                 |
| 216                 | Antoine Duchesne (CAN) | AB                 |
| 217                 | Julien Morice (FRA)    | 93e                |
| 218                 | Adrien Petit (FRA)     | 10e                |
| Directeur sportif : |                        |                    |

| Cofidis COF         | Cofidis COF              | Cofidis COF |
| ------------------- | ------------------------ | ----------- |
| Num                 | Coureur                  | Pos         |
| 221                 | Dimitri Claeys (BEL)     | AB          |
| 222                 | Hugo Hofstetter (FRA)    | AB          |
| 223                 | Christophe Laporte (FRA) | AB          |
| 224                 | Cyril Lemoine (FRA)      | AB          |
| 225                 | Florian Sénéchal (FRA)   | 36e         |
| 226                 | Anthony Turgis (FRA)     | AB          |
| 227                 | Jimmy Turgis (FRA)       | 62e         |
| 228                 | Kenneth Vanbilsen (BEL)  | AB          |
| Directeur sportif : |                          |             |

| Israel Cycling Academy ICA | Israel Cycling Academy ICA | Israel Cycling Academy ICA |
| -------------------------- | -------------------------- | -------------------------- |
| Num                        | Coureur                    | Pos                        |
| 231                        | Guillaume Boivin (CAN)     | 113e                       |
| 232                        | Zakkari Dempster (AUS)     | AB                         |
| 233                        | Benjamin Perry (CAN)       | AB                         |
| 234                        | Mihkel Räim (EST) (Route)  | AB                         |
| 235                        | Hamish Schreurs (NZL)      | AB                         |
| 236                        | Dennis van Winden (NED)    | 85e                        |
| 237                        | Tyler Williams (USA)       | AB                         |
| 238                        | Aviv Yechezkel (ISR)       | AB                         |
| Directeur sportif :        |                            |                            |

| Aqua Blue Sport ABS | Aqua Blue Sport ABS       | Aqua Blue Sport ABS |
| ------------------- | ------------------------- | ------------------- |
| Num                 | Coureur                   | Pos                 |
| 241                 | Adam Blythe (GBR) (Route) | 109e                |
| 242                 | Matthew Brammeier (IRL)   | AB                  |
| 243                 | Conor Dunne (IRL)         | AB                  |
| 244                 | Andrew Fenn (GBR)         | AB                  |
| 245                 | Aaron Gate (NZL)          | AB                  |
| 246                 | Lasse Norman Hansen (DEN) | 107e                |
| 247                 | Leigh Howard (AUS)        | AB                  |
| 248                 | Peter Koning (NED)        | 58e                 |
| Directeur sportif : |                           |                     |